# Sanel Kapidžić
Sanel Kapidžić (født 14. april 1990 i Sarajevo) er en dansk fodboldspiller af bosnisk afstamning, der spiller i den norske klub Mjøndalen IF. Han startede sin professionelle karriere AGF, men var i 2011 udlejet til FC Fredericia. Herfra kom han ti FC Fyn, men efter deres konkurs stod han uden kontrakt i januar 2013.
Han er født i Bosnien i daværende Jugoslavien, men har boet i Danmark siden 1992. I efteråret 2008 bestod Kapidžić den danske indfødsretsprøve, og fik i januar 2009 dansk statsborgerskab.

## Klubkarriere

### AGF
Sanel Kapidžić er angriber og har spillet spillet i AGF siden 2001, hvor han kom fra samarbejdsklubben Galten FS. Han begyndte at træne med Superliga-holdet i efteråret 2008 og blev permanent rykket op i A-truppen i januar 2009. Den 31. maj samme år fik Kapidžić debut i landets bedste række, da han spillede de første 64 minutter af udekampen mod Vejle Boldklub på Vejle Stadion.
I august 2009 underskrev Kapidžić og AGF en kontrakt der var gældende indtil 30. juni 2013. Kapidžić havde i sommeren 2011 spillet 40 kampe og scoret 11 mål for AGF. Heraf var de 15 kampe og ét mål i Superligaen, og resten var spillet i 1. division og DBU Pokalen.

### FC Fredericia
Kapidžić blev i august 2011 udlejet til FC Fredericia fra 1. division, på en aftale der var gældende indtil 30. juni 2012. Dette skete efter af AGF med tilgangen af Søren Larsen havde fem angribere i truppen, og derfor var der ikke udsigt til meget spilletid for Kapidžić.

### FC Fyn
Efter at være blevet fritstillet af AGF i sommeren 2012 var Kapidžić på jagt efter en ny klub. 24. august kunne FC Fyn offentliggøre, at spilleren nu var tilknyttet den fynske 1. divisionsklub. Men efter at klubben gik konkurs blev han midlertidigt klubløs.

### SK Vard Haugesund
Efter at have været klubløs i et par måneder ingik Kapidzic i marts 2013 en etårig kontrakt med SK Vard Haugesund i den næstebedste norske række Adeccoligaen.